# 仙台宮城インターチェンジ
仙台宮城インターチェンジ（せんだいみやぎインターチェンジ）は、宮城県仙台市青葉区郷六にある、東北自動車道のインターチェンジ。仙台市都心部や作並温泉などへの最寄りとなるインターチェンジ。

## 概要
1983年に開通した仙台西道路（自動車専用道路）に接続しており、ジャンクションとしても機能している。仙台西道路経由が仙台駅や宮城県庁などの仙台市都心部に最もアクセスが良好なルートとなっている。
当インターチェンジ付近には、東日本高速道路株式会社東北支社仙台管理事務所がある。
仙台西道路が開通する前は、広瀬川沿い片側1車線の国道48号折立・郷六・八幡町まわり（現・宮城県道31号仙台村田線）でしか仙台市内へ向かう手段がなかったため、当ICの交通渋滞が深刻で、仙台南ICで降りて国道286号を通るほうが利便性が高かった。
仙台西道路の開通により仙台宮城ICの利便性が向上したことで、仙台と東北地方各都市とを結ぶ高速バスの発達に影響を与えた。また、当ICには、愛子バイパス・仙台北環状線・仙台村田線など、主要な道路が接続しており、現在、仙台市内で重要なインターチェンジとなっている。
当ICと泉ICとの間に東北自動車道・川口 - 青森間の中間地点があり、340 kmポストに案内標識が設置されている。

## 歴史
1971年6月14日の設置箇所発表時には、当ICは「仙台北インターチェンジ」と名付けられていた。しかし、設置箇所が当時の宮城郡宮城町であったため、地元からの陳情により1975年10月23日に「仙台宮城インターチェンジ」と正式決定した。同年11月27日、仙台南IC・泉IC間の供用開始にともない、営業を開始した。なお、宮城町は1987年、仙台市に編入され、平成になって青葉区の一部となったがインターチェンジの名称はそのままになっている。
旧宮城町と旧仙台市の間は広瀬川に山が迫り道路を通しにくい地勢で、開通時には、片側1車線でカーブの多い国道48号が仙台市都心部への唯一の到達手段であった。ところが宮城町では住宅地が盛んに造られて交通量が増加し、開通前から折立 - 八幡町間で4キロメートルの渋滞が日常化していた。このため国道48号の渋滞緩和のため、朝夕に仙台宮城ICの出口を閉鎖した（この間、東北道から仙台市内へは仙台南ICか泉ICから出ることになる。）。
渋滞解消のため、青葉山丘陵にトンネルを掘って当ICと仙台市街を直結する仙台西道路が開通した（これにより仙台宮城ICの出口閉鎖は解除となった）。1983年5月に仙台西道路の利用が2車線暫定で始まり、1987年に4車線の供用が始まった。仙台西道路の開通前に1日2万3千台が通過していた国道48号の交通量は1万1千台に減り、かわって仙台西道路が2万台を通し、渋滞の解消と所要時間の短縮が実現した。

## 接続する道路
- E4 東北自動車道（28番）
- 仙台西道路（国道48号バイパス）
- 愛子バイパス（国道48号バイパス）
- 仙台北環状線
- 仙台村田線

## 料金所

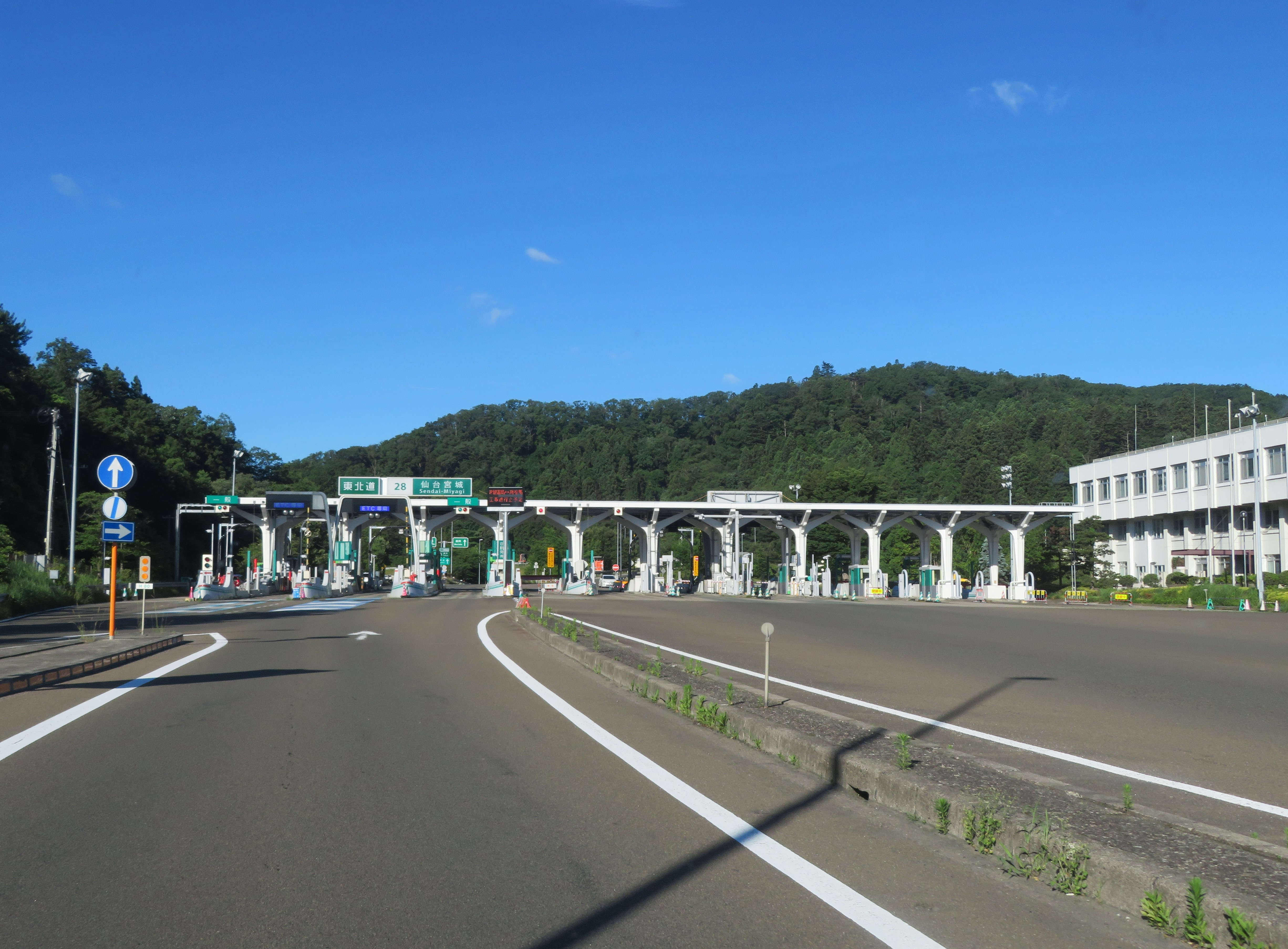
料金所

- ブース数：12

### 入口
- ブース数：4
  - ETC専用：1
  - ETC・一般：1
  - 一般：2

### 出口
- ブース数：8
  - ETC専用：2
  - ETC・一般：2
  - 一般：4

## 周辺
- 折立団地
- 西花苑団地
- 仙台市立折立小学校
- 仙台市立折立中学校
- JR東日本仙山線葛岡駅
- 仙台市地下鉄東西線青葉山駅
- 宮城県立こども病院
- 葛岡清掃工場（リサイクルプラザ・温水プール併設）
- 仙台市葛岡墓園
- 茂庭台団地
- 秋保温泉
- 作並温泉
- 東北大学
- 宮城教育大学
- 秋保工芸の里
- 国土交通省仙台河川国道事務所仙台西国道維持出張所

## 付近のIC
E4 東北自動車道
(27) 仙台南IC - (28) 仙台宮城IC - (28-1) 泉PA/SIC - (29) 泉IC